# 梅澤美波

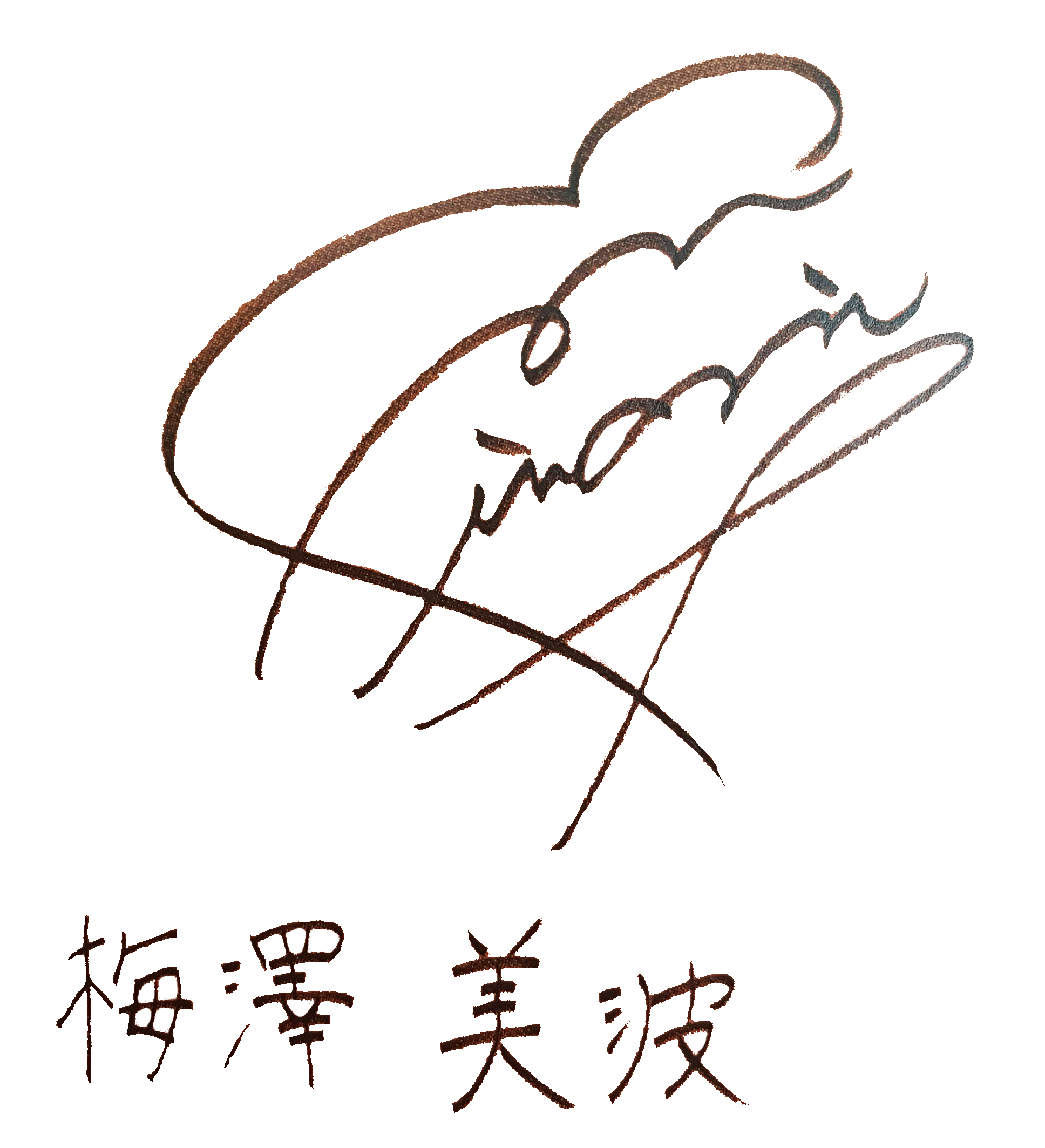
直筆サイン

梅澤 美波（うめざわ みなみ、1999年〈平成11年〉1月6日 - ）は、日本のアイドル、ファッションモデル、女優であり、女性アイドルグループ乃木坂46のメンバーおよび同グループの元副キャプテン、
3代目キャプテン、『with』の専属モデル、『CLASSY.』のレギュラーモデルである。神奈川県平塚市出身。乃木坂46合同会社所属。

## 来歴
1999年（平成11年）1月6日生まれ。
2016年（平成28年）9月4日、乃木坂46の3期生オーディションに合格。合格発表後、LINE LIVEで『乃木坂46 3期生決定スペシャル』が生配信され、合格発表と同時に乃木坂46での活動を開始。同年12月10日、日本武道館で行われた「乃木坂46 3期生『お見立て会』」でファンに初披露された。同年12月19日、乃木坂46 3期生ブログが開設された。1日1名ずつのリレー形式となっており、梅澤は12月21日より12日ごとにブログを書いている。
2017年（平成29年）2月2日から12日にかけて、3期生初公演となる『3人のプリンシパル』が15公演実施され、唯一2月5日昼の部に出演した。同年5月9日から14日にかけては、8公演実施された3期生初の単独ライブとなる「乃木坂46 三期生単独ライブ」に出演。
2018年（平成30年）2月22日、乃木坂46公式サイトで梅澤の個人ブログが開設。2018年4月4日発売の『日経エンタテインメント!』2018年5月号より、生駒里奈の後任として梅澤のコラムが連載開始となった。同年4月3日、8月3日から上演される舞台『七つの大罪 The STAGE』のエリザベス役にオーディションで選ばれ、初めて個人として舞台に出演することが発表された。同年6月8日から24日および9月21日から30日に上演された『乃木坂46版 ミュージカル 美少女戦士セーラームーン』にセーラージュピター役で出演。同年7月2日、8月8日発売の21stシングル「ジコチューで行こう!」で福神として初の選抜メンバーを務めることが発表された。また同作品に収録される「空扉」ではセンターを務めた。
2020年（令和2年）9月29日、1st写真集『夢の近く』（講談社）を発売。発売に先駆け、写真集の公式Twitter、Instagramを開設した。
2021年（令和3年）1月6日、22歳の誕生日を迎え、写真集の公式Instagramアカウントを個人のアカウントとして引き継ぐ形で運用を始めた。
同年11月29日のオンラインミニライブにて、副キャプテンに就任することを発表。グループ結成以来初の副キャプテン制度導入となる。
2023年（令和5年）2月22日、横浜アリーナで開催された「11th YEAR BIRTHDAY LIVE」DAY1にて、同ライブのDAY5（26日）をもって卒業する秋元真夏の後任として3代目キャプテンに就任することが発表された。同年2月23日に3代目キャプテンに就任。

## 人物
愛称は、梅ちゃん、みなみん。キャッチコピーは「見た目は24歳、中身は18歳の逆コナンこと梅澤美波です」。
学生時代は空手と護身術を習っていた。身長は170cmで乃木坂46のメンバー1の長身。
好きな食べ物はイチゴ、ジャガイモ、牛タン。得意料理はリゾット、ハンバーグ、カレー。
好きなアイドルは鈴木愛理（元℃-ute）、GEM、欅坂46（現：櫻坂46）、わーすた、NMB48。
憧れの先輩は白石麻衣で「人生で一番影響を与えてくださった方」と語っている。グループ加入前にファンとして参加した握手会で白石と初対面し感極まって号泣、白石本人から「ほくろシンメだね！」と声を掛けられ感激した。その後、乃木坂46のオーディションを受けた理由も白石への憧れと公言している。
乃木坂46の3期生美脚御三家。3期生のまとめ役。若様軍団（若月佑美、梅澤美波、阪口珠美、山下美月）のナイフ担当。サイリウムは「青×水色」。

## 作品

### シングル
乃木坂46
- 三番目の風（2017年3月22日、SRCL-9376/7） - EAN 4547366297553。
- 未来の答え（2017年8月9日、SRCL-9495/6）- EAN 4547366319194。
- 失恋お掃除人（2017年10月11日、SRCL-9574/5）  - EAN 4547366330328。
- 僕の衝動（2017年10月11日、SRCL-9578/9）  - EAN 4547366330359。
- 新しい世界（2018年4月25日、SRCL-9784/5） - EAN 4547366354157。
- トキトキメキメキ（2018年4月25日、SRCL-9788/9） - EAN 4547366354188。
- ジコチューで行こう!（2018年8月8日、SRCL-9913/21） - EAN 4547366369465。
- 空扉（2018年8月8日、SRCL-9913/21） - EAN 4547366369465。
- 自分じゃない感じ（2018年8月8日、SRCL-9915/6） - EAN 4547366369472。
- あんなに好きだったのに…（2018年8月8日、SRCL-9921） - EAN 4547366369496。
- 帰り道は遠回りしたくなる（2018年11月14日、SRCL-9974/82） - EAN 4547366382037。
- キャラバンは眠らない（2018年11月14日、SRCL-9974/82） - EAN 4547366382037。
- Sing Out!（2019年5月29日、SRCL-11186/94） - EAN 4547366406672。
- 夜明けまで強がらなくてもいい（2019年9月4日、SRCL-11260/8） - EAN 4547366418569。
- 僕のこと、知ってる?（2019年9月4日、SRCL-11260/8） - EAN 4547366418569。
- 僕の思い込み（2019年9月4日、SRCL-11268） - EAN 4547366418590。
- しあわせの保護色（2020年3月25日、SRCL-11460/8） - EAN 4547366444193。
- 毎日がBrand new day（2020年3月25日、SRCL-11464/5） - EAN 4547366444216。
- ファンタスティック三色パン（2020年3月25日、SRCL-11468） - EAN 4547366444223。
- 世界中の隣人よ（2020年5月25日）[39]
- Route 246（2020年7月24日）
- 僕は僕を好きになる（2021年1月27日、SRCL-11680/8） - EAN 4547366487244。
- 明日がある理由（2021年1月27日、SRCL-11680/8） - EAN 4547366487244。
- Wilderness world（2021年1月27日、SRCL-11680/1） - EAN 4547366487244。
- ごめんねFingers crossed（2021年6月9日、SRCL-11836/44） - EAN 4547366507270。
- 全部 夢のまま（2021年6月9日、SRCL-11836/44） - EAN 4547366507270。
- 大人たちには指示されない（2021年6月9日、SRCL-11836/7） - EAN 4547366507270。
- 君に叱られた（2021年9月22日、SRCL-11880/8） - EAN 4547366522303。
- もしも心が透明なら（2021年9月22日、SRCL-11882/3） - EAN 4547366522310。
- 他人のそら似（2021年9月22日、SRCL-11888） - EAN 4547366522334。
- 最後のTight Hug（2021年11月5日）[40]
- Actually...（2022年3月23日、SRCL-12100/8） - EAN 4547366549058。
- 深読み（2022年3月23日、SRCL-12100/8） - EAN 4547366549058。
- 好きになってみた（2022年3月23日、SRCL-12108） - EAN 4547366549089。
- 好きというのはロックだぜ!（2022年8月31日、SRCL-12210/8） - EAN 4547366571950。
- 僕が手を叩く方へ（2022年8月31日、SRCL-12210/1） - EAN 4547366571950。
- パッションフルーツの食べ方（2022年8月31日、SRCL-12216/7） - EAN 4547366571998。
- ここにはないもの（2022年12月7日、SRCL-12330/8） - EAN 4547366590166。
- 銭湯ラプソディー（2022年12月7日、SRCL-12332/3） - EAN 4547366590173。
- 人は夢を二度見る（2023年3月29日、SRCL-12480/8） - EAN 4547366607307。
- 僕たちのサヨナラ（2023年3月29日、SRCL-12480/8） - EAN 4547366607307。
- おひとりさま天国（2023年8月23日、SRCL-12620/8） - EAN 4547366626612。
- 誰かの肩（2023年8月23日、SRCL-12620/1） - EAN 4547366626612。
- お別れタコス（2023年8月23日、SRCL-12626/7） - EAN 4547366626643。
- Monopoly（2023年12月6日、SRCL-12630/8） - EAN 4547366650990。
- 助手席をずっと空けていた（2023年12月6日、SRCL-12630/1） - EAN 4547366650990。
- チャンスは平等（2024年4月10日、SRCL-12850/8） - EAN 4547366669053。
- チートデイ（2024年8月21日、SRCL-12950/8） - EAN 4547366693973。
- 歩道橋（2024年12月11日、SRCL-13070/8） - EAN 4547366716580。
- 世界一のダイヤモンド（2024年12月11日、SRCL-13070/1） - EAN 4547366716580。
- 雪が降る日にまた会おう（2024年12月11日、SRCL-13076/7） - EAN 4547366716627。
- 懐かしさの先（2025年2月3日）
- ネーブルオレンジ（2025年3月26日、SRCL-13220/8） - EAN 4547366731125。
- Same numbers（2025年7月30日、SRCL-13370/8） - EAN 4547366755978。
- 真夏日よ（2025年7月30日、SRCL-13370/8） - EAN 4547366755978。

坂道AKB
- 初恋ドア（2019年3月13日、KIZM-90615/6） - EAN 4988003543921。

IZ4648
- 必然性（2019年3月13日、KIZM-90617/8） - EAN 4988003543938。

### アルバム
乃木坂46
- 生まれてから初めて見た夢（2017年5月24日、SRCL-9437/44） - EAN 4547366307825。
- 今が思い出になるまで（2019年4月17日、SRCL-11140/7） - EAN 4547366401325。
- Time flies（2021年12月15日、SRCL-12020/30） - EAN 4547366534184。

### 映像作品
- 梅澤美波（2017年3月22日） - EAN 4547366297515。
- NOGIBINGO!8（2018年3月16日） - EAN 4988021146821。
- 乃木坂46 5th YEAR BIRTHDAY LIVE 2017.2.20-22 SAITAMA SUPER ARENA（2018年3月28日） - EAN 4547366344523。
- 乃木坂46 真夏の全国ツアー2017 FINAL! IN TOKYO DOME（2018年7月11日） - EAN 4547366363999。
- NOGIBINGO!9（2018年10月19日） - EAN 4988021147392。
- 七つの大罪 The STAGE（2019年2月6日） - EAN 4988101201631。
- 乃木坂46版 ミュージカル「美少女戦士セーラームーン」（2019年3月20日） - EAN 4589630117631。
- 舞台「ザンビ」（2019年5月31日） - EAN 4988021158602。
- 乃木坂46 6th YEAR BIRTHDAY LIVE 2018.07.06-08 JINGU STADIUM&CHICHIBUNOMIYA RUGBY STADIUM（2019年7月3日） - EAN 4547366411270。
- ドラマ「ザンビ」（2019年8月2日） - EAN 4988021148474。
- NOGIBINGO!10（2019年10月25日） - EAN 4988021148757。
- いつのまにか、ここにいる Documentary of 乃木坂46（2019年12月25日） - EAN 4988104123695。
- 乃木坂46 7th YEAR BIRTHDAY LIVE 2019.2.21-24 KYOCERA DOME OSAKA（2020年2月5日） - EAN 4547366438956。
- テレビドラマ『映像研には手を出すな!』（2020年9月16日） - EAN 4988104125774, EAN 4988104125781。
- 梅澤工事中（2020年10月28日） - EAN 4547366474770。
- 乃木坂46 8th YEAR BIRTHDAY LIVE 2020.2.21-24 NAGOYA DOME（2020年12月23日） - EAN 4547366482812。
- 映画『映像研には手を出すな!』（2021年3月3日） - EAN 4988104128584, EAN 4988104128577。
- NOGIZAKA46 Mai Shiraishi Graduation Concert 〜Always beside you〜（2021年3月10日） - EAN 4547366491104。
- ノギザカスキッツACT2 第1巻（2021年7月30日） - EAN 4988021718608, EAN 4988021140829。
- ノギザカスキッツACT2 第2巻（2021年10月22日） - EAN 4988021718615, EAN 4988021140836。
- 乃木坂46 9th YEAR BIRTHDAY LIVE 5DAYS（2022年6月8日） - EAN 4547366541441, EAN 4547366541465。
- 乃木坂スター誕生!2 第1巻（2022年7月22日） - EAN 4988021718974, EAN 4988021141550。
- 乃木坂スター誕生!2 第2巻（2022年10月28日） - EAN 4988021718981, EAN 4988021141567。
- 乃木坂46 真夏の全国ツアー2021 FINAL! IN TOKYO DOME（2022年11月16日） - EAN 4547366576009, EAN 4547366576016。
- 乃木坂46 10th YEAR BIRTHDAY LIVE（2023年2月22日） - EAN 4547366594324, EAN 4547366594447。
- さ〜ゆ〜Ready?さゆりんご軍団ライブ/松村沙友理 卒業コンサート（2023年4月26日）[41]
- 生田絵梨花 卒業コンサート（2023年4月26日）[41]
- NOGIZAKA46 ASUKA SAITO GRADUATION CONCERT（2023年10月25日） - EAN 4547366631012, EAN 4547366631098。
- 乃木坂46 11th YEAR BIRTHDAY LIVE 5DAYS（2024年2月21日） - EAN 4547366660128, EAN 4547366660135。
- MIZUKI YAMASHITA GRADUATION CONCERT（2024年10月2日） - EAN 4547366701180, EAN 4547366701227。
- 乃木坂46 12th YEAR BIRTHDAY LIVE（2025年2月12日） - EAN 4547366722253。

## 出演

### テレビドラマ
- ザンビ（2019年1月24日 - 3月28日、日本テレビ）木内加奈 役[42]
- 映像研には手を出すな!（2020年4月6日 - 5月11日、毎日放送 / 4月8日 - 5月13日、TBS）金森さやか 役[43]
- 筋トレサラリーマン 中山筋太郎（2023年9月29日、読売テレビ）渋沢まどか 役[44][45]
- デスゲームで待ってる（2024年10月25日 - 12月27日、関西テレビ）秋澤和 役[46]

### その他のテレビ番組
- 発掘!お宝ガレリア お正月SP（2018年1月2日、NHK総合）リポーター[47][48]
- THE突破ファイル（2020年12月3日 - 、日本テレビ）再現ドラマに出演[49][50][51][52][53]
- THE TIME,（2021年10月4日 - 2023年3月27日、TBS）月曜レギュラー[54][55][注 2][57]

### 映画
- 映像研には手を出すな!（2020年9月25日[注 3]、東宝）金森さやか 役[60][43]
- 九龍ジェネリックロマンス（2025年8月29日公開予定、バンダイナムコフィルムワークス）楊明 役[61][62]

### 舞台
- 乃木坂46版 ミュージカル「美少女戦士セーラームーン」（2018年6月8日 - 24日、天王洲 銀河劇場 / 9月21日 - 30日、TBS赤坂ACTシアター）木野まこと / セーラージュピター 役（Team STAR）[63]
- 七つの大罪 The STAGE（2018年8月3日 - 12日、東京：天王洲 銀河劇場 / 8月18日 - 20日、大阪：梅田芸術劇場シアタードラマシティ）ヒロイン・エリザベス 役[21]
- キングダム（2023年2月5日・7日 - 9日・11日 - 12日・14日 - 15日・17日 - 18日、東京：帝国劇場 / 3月15日 - 19日、大阪：梅田芸術劇場メインホール / 4月4日 - 5日・8日・10日 - 12日・15日・17日 - 19日・22日・25日 - 26日、福岡：博多座 / 5月9日 - 11日、北海道：札幌文化芸術劇場hitaru）楊端和 役（美弥るりかとのダブルキャスト）[64][65]
- ミュージカル「梨泰院クラス」（2025年6月9日 - 30日、東京：東京建物 Brillia HALL / 7月6日 - 11日、大阪：箕面市立文化芸能劇場大ホール / 7月18日 - 21日、愛知：アイプラザ豊橋）オ・スア 役（川口ゆりなとのダブルキャスト）[66]

### ラジオ
- 乃木坂46梅澤美波の「のぎぼき」!（2018年11月5日 - 2019年3月28日、ニッポン放送）[注 4]

### CM
- 『政府広報』家族の絆でSTOP! オレオレ詐欺（2019年4月24日 - 、内閣府）[68]

### ネット配信
- 「僕たちは居場所を探して」梅澤美波編（2021年2月8日 - 、Hulu）[69]
- あの坂道をのぼって話そう（2025年4月17日 - 、Hulu）[70]

### ランウェイ
- 東京ガールズコレクション
  - 第34回 マイナビ 東京ガールズコレクション 2022 SPRING/SUMMER（2022年3月21日、国立代々木競技場第一体育館）[71]
  - SDGs推進 TGC しずおか 2024 by TOKYO GIRLS COLLECTION（2024年1月13日、ツインメッセ静岡 北館大展示場）[72]
  - 第38回 マイナビ 東京ガールズコレクション 2024 SPRING/SUMMER（2024年3月2日、国立代々木競技場第一体育館）[73]
- GirlsAward
  - Rakuten GirlsAward 2023 AUTUMN/WINTER（2023年9月30日、幕張メッセ）[74]
  - Rakuten GirlsAward 2025 SPRING/SUMMER（2025年5月3日、国立代々木競技場第一体育館）[75]
- CREATEs presents IDOL RUNWAY COLLECTION 2025 Supported by TGC（2025年3月2日、国立代々木競技場第一体育館）[76]

### イベント
- 超・乃木坂スター誕生! LIVE（2023年12月16日、国立代々木競技場 第一体育館）先輩ゲスト[77]

## 書籍

### 写真集
- 夢の近く（2020年9月29日、講談社）[78]

### タレント本
- 美しくありたい（2024年1月11日、日経BP）ISBN 978-4296204120

### 雑誌連載
- 日経エンタテインメント!（2018年4月4日 - 2023年7月4日、日経BP社）乃木坂46 3期生 梅澤美波の清楚系熱血派[18][79]
- with（2019年3月28日 - 、講談社）専属モデル[80]
- CLASSY.（2024年4月28日 - 、光文社）レギュラーモデル[7]